# Gmina Ostaszewo
Die Gmina Ostaszewo ist eine Landgemeinde im Powiat Nowodworski der Woiwodschaft Pommern in Polen. Sie hat eine Fläche von 60,6 km², auf der 3206 Menschen leben (31. Dezember 2020). Ihr Sitz ist das gleichnamige Dorf (deutsch Schöneberg).

## Geografie

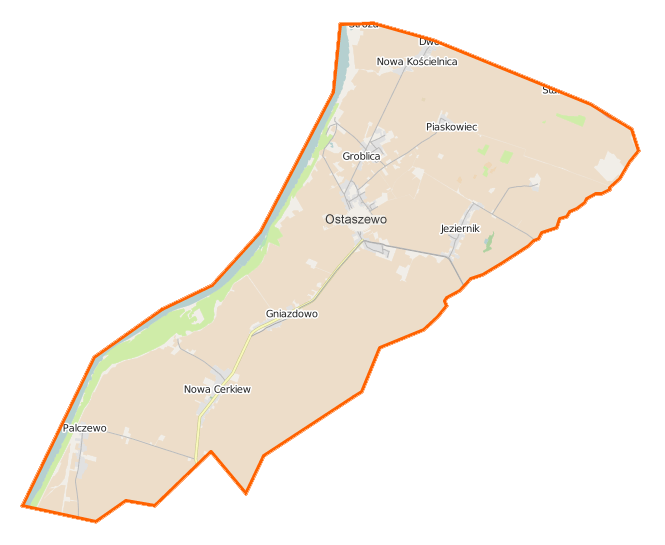
Karte der Landgemeinde

Die Landgemeinde liegt in Pommerellen im Gebiet des Großen Marienburger Werders. Die Weichsel bildet im Westen die Grenze der Gemeinde zur Großstadt Danzig. Im Osten liegen die Kleinstädte Nowy Dwór Gdański (Tiegenhof) und Nowy Staw (Neuteich). 83 Prozent der Fläche werden landwirtschaftlich genutzt, Wald ist nicht vorhanden.

## Geschichte
Von 1975 bis 1998 gehörte die Landgemeinde zur Woiwodschaft Elbing.

## Gemeindegliederung
Zur Landgemeinde gehören die in der Tabelle aufgeführten sieben Ortschaften mit jeweils einem Schulzenamt.
| polnischer Name  | deutscher Name | Einw. (2011) | Lage   | Bild                                          |
| ---------------- | -------------- | ------------ | ------ | --------------------------------------------- |
| Gniazdowo        | Schönhorst     | 262          | (Lage) | Vorlaubenhaus in Gniazdowo                    |
| Jeziernik        | Schönsee       | 306          | (Lage) | Vorlaubenhaus in Jeziernik                    |
| Nowa Cerkiew     | Neukirch       | 462          | (Lage) | Vorlaubenhaus in Nowa Cerkiew                 |
| Nowa Kościelnica | Neumünsterberg | 296          | (Lage) | Vorlaubenhaus in Nowa Kościelnica (Nr. 50/51) |
| Ostaszewo        | Schöneberg     | 1017         | (Lage) | Holzhaus in Ostaszewo                         |
| Palczewo         | Palschau       | 331          | (Lage) | Windmühle in Palczewo                         |
| Piaskowiec       | Sand           | ?            | (Lage) |                                               |

Weitere Ortschaften der Gemeinde
| polnischer Name     | deutscher Name | Einw. (2011) | Lage   | Bild |
| ------------------- | -------------- | ------------ | ------ | ---- |
| Groblica            | Niederdamm     | 162          | (Lage) |      |
| Komarówka           | Oberfeld       | 122          | (Lage) |      |
| Lubiszynek Pierwszy | –              | 81           | (Lage) |      |
| Pułkownikówka       | –              | 142          | (Lage) |      |

## Kultur und Sehenswürdigkeiten

### Baudenkmale

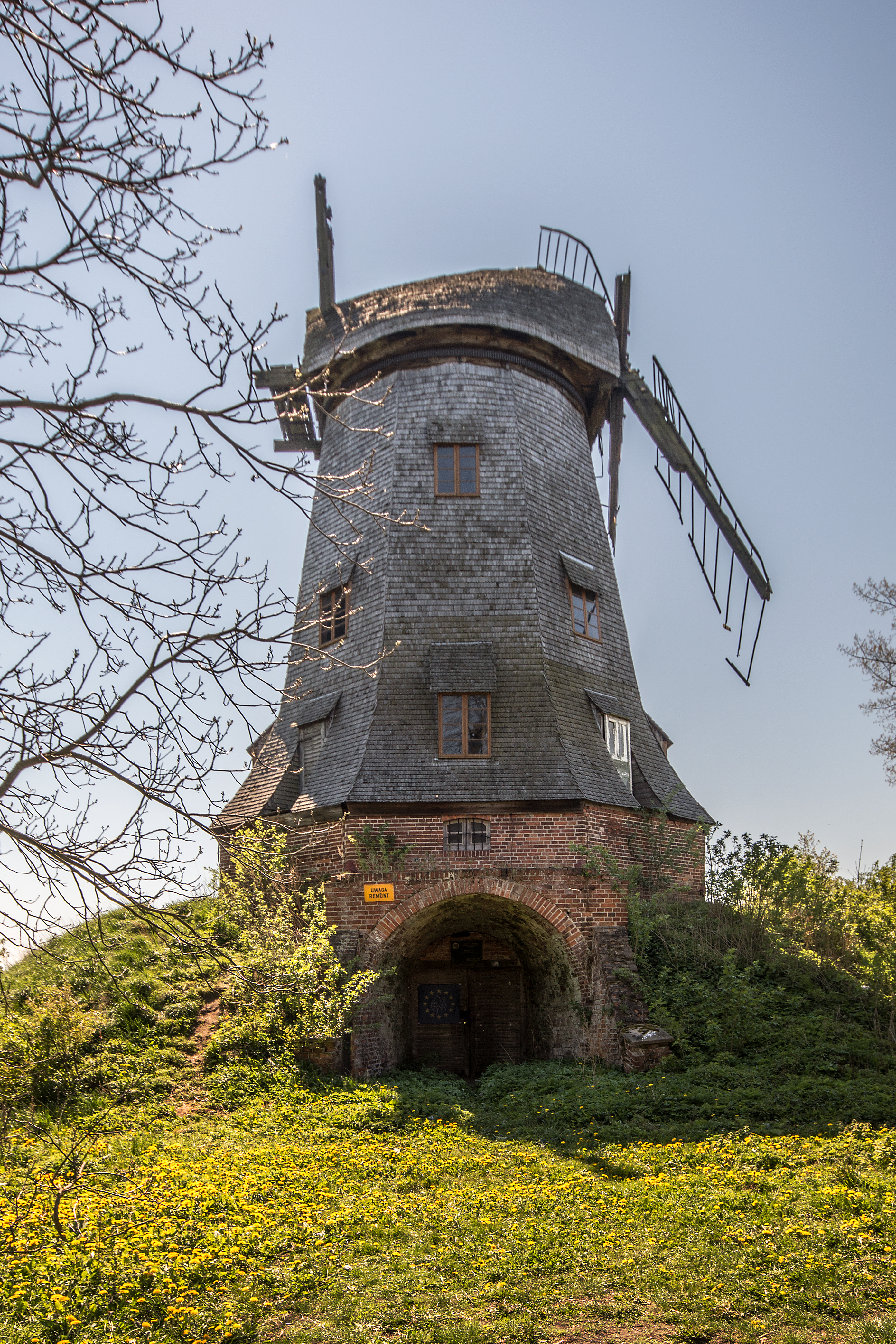
Windmühle in Palczewo

- Pfarrkirche św. Jerzego in Jeziernik (14.–17. Jahrhundert)
- Pfarrkirche św. Marcina (1879–1879) in Nowa Cerkiew
- Pfarrkirche św. Jana Chrzciciela (1874) in Ostaszewo
- Kirchenruine in Ostaszewo (14.–19. Jahrhundert)
- Kirche p.w. Matki Boskiej Częstochowskiej (1712, 1896) in Palczewo
- Vorlaubenhaus in Gniazdowo
- Vorlaubenhaus in Nowa Kościelnica (Nr. 50/51)
- Vorlaubenhaus in Nowa Kościelnica (Nr. 64/65)
- Windmühle in Palczewo (19. Jahrhundert).

## Persönlichkeiten
- Claas Epp (1803–1881), Gründer von zwei mennonitischen Kolonien im russischen Reich; geboren in Schönsee.